# David de Gea
David de Gea Quintana (de Gea po otci, Quintana po matce, španělská výslovnost: [daˈβið ðe ˈxea], * 7. listopadu 1990, Madrid, Španělsko) je španělský fotbalový brankář který hraje za Serie A klub ACF Fiorentina.

## Klubová kariéra
Narodil se v Madridu, fotbalovou kariéru začal v 10 letech v Atléticu Madrid. V seniorech debutoval v roce 2009. Poté co se stal prvním brankářem týmu, pomohl k výhře v soutěži Evropská liga UEFA a Superpohár UEFA. Jeho výkony upoutaly klub Manchester United, který ho koupil.

### Manchester United
Do Manchesteru přestoupil 29. června 2011 ve svých 20 letech jako náhrada za dlouholetého gólmana Edwina van der Sara, který zrovna ukončil aktivní kariéru. De Gea podepsal pětiletou smlouvu a stal se součástí týmu Sira Alexe Fergusona. Přestupová částka činila 18,9 milionu liber a šlo o druhou nejvyšší částku za gólmana po přestupu Gianluigiho Buffona do Juventusu v roce 2001. Jeho případným konkurentem měl být brankář Anders Lindegaard.

#### Sezóna 2011/12
Vůbec první zápas odchytal proti americkému týmu Chicago Fire 23. července 2011, Manchester United na turné v USA vyhrál poměrem 3:1. První soutěžní zápas na de Geu čekal 7. srpna, kdy se United utkali o Community Shield s městským rivalem City. Inkasoval sice dva góly, jeho spoluhráči ale stav zápasu otočili a vyhráli 3:2. United započali obhajobu ligového titulu 14. srpna 2011 proti West Bromwich Albion, kde sice de Geu překonal Shane Long, vlastní gól soupeře ale přihrál tři body Manchesteru. Za obdržený gól se dočkal kritiky, přičemž trenér Alex Ferguson to popsal jako „proces učení“. V následujícím druhém ligovém kole si připsal čisté konto proti Tottenhamu, který byl na Old Trafford poražen 3:0. O šest dní později se postavil Arsenalu a za stavu 1:0 pro United vychytal penaltu Robina van Persieho. Domácí United nakonec vyhráli 8:2. Proti Chelsea 18. září pomohl k vítězství 3:1 doma zejména vychytáním střelecké příležitosti soupeřova záložníka Ramirese. Další týden zachránil remízu 1:1 proti Stoke City několika zákroky. Odchytal rovněž utkání Ligy mistrů UEFA s Basilejí, které skončilo domácí remízou 3:3. V prosinci ztratil místo jedničky na úkor Lindegaarda, poté co United podlehli doma 2:3 poslednímu Blackburnu.
Na začátku února se v důsledku Lindegaardova zranění vrátil do branky a přičinil se u jednobodového zisku na hřišti Chelsea, když v nastaveném čase vychytal přímý kop Juana Manuela Maty, čímž fotbalisté United vybojovali remízu 3:3. Do konce sezóny odchytal 19 zápasů Premier League a čisté konto udržel osmkrát.

#### Sezóna 2012/13
Navzdory povedenému osobnímu výkonu a řadě zákroků podlehl de Gea s týmem na hřišti Evertonu v úvodním kole ligy dne 20. srpna 2012. Další ligový zápas proti Fulhamu byl vítězný, při domácí výhře 3:2 ale de Gea neodhadl centr, načež si dal obránce United Nemanja Vidić vlastní gól. Následovala šance pro Lindegaarda, jenž však trenéra Fergusona nepřesvědčil a de Gea se v průběhu sezóny vrátil do branky. Ve 34. kole Premier League 2012/13 20. dubna 2013 porazil Manchester United Aston Villu 3:0, David mohl v předstihu slavit se spoluhráči ligový titul (dvacátý v historii klubu). V závěru sezóny byl zařazen do Jedenáctky roku Premier League (Premier League Team of the Year) 2012/13.

#### Sezóna 2013/14
United se před začátkem sezóny 2013/14 rozloučily s trenérem Alexem Fergusonem, na jehož místo nastoupil David Moyes. Nové období zahájil srpnový pohárový triumf v Community Shield 2013. Soupeřící Wigan podlehl 0:2 a nevzmohl se ani na to dostat de Geu pod tlak.
Na začátku října fotbalisté United tápali venku proti Sunderlandu, kde prohrávali 0:1. De Gea ovšem za tohoto stavu vychytal hlavičku Emanuela Giaccheriniho a Adnan Januzaj dvěma góly pomohl otočit výsledek na 2:1 pro „Rudé ďábly“. Zákrok španělského gólmana pochválil jeho předchůdce Peter Schmeichel. Ligové utkání hrané 1. prosince 2013 s Tottenhamem bylo pro de Geu 100. utkáním za Manchester United.

#### Sezóna 2014/15
Po sezóně 2014/15 byl zvolen do nejlepšího týmu Premier League podle PFA jako jediný hráč Manchesteru United.

#### Sezóna 2015/16
Na začátku srpna roku 2015 potvrdil trenér Louis van Gaal absenci de Gey pro úvodní ligové utkání proti Tottenhamu. Španělský brankář údajně projevil zájem přestoupit do Realu Madrid, mediální spekulace doprovázely ho doprovázely celé léto. Madridský celek o de Geu usiloval a přestupová částka činící 29 milionů liber byla připravena, ovšem přestup samotný se nakonec neuskutečnil, přičemž oba celky se rozcházely v tom, z jakého důvodu de Gea nepřestoupil. Přestupové okno bylo ukončeno a de Gea zůstal v Manchesteru, kde měl smlouvu ještě na jeden rok. 11. září podepsal novou smlouvu s platovým navýšením, zavazující jej v United do roku 2019 s opcí na prodloužení do roku 2020.
V lednu 2016 nastoupil proti Newcastle United do svého 200. zápasu za Manchester United, zápas ale skončil nerozhodně 3:3. V květnu 2016 získal ocenění pro nejlepšího hráče týmu (Cenu Sira Matta Busbyho) a tuto každoroční cenu získal po sobě potřetí.

#### Sezóna 2016/17
Na začátku srpna roku 2016 se de Gea postavil do brány v zápase o Community Shield s Leicesterem a pomohl vyhrát 2:1, poté co jej střelecky překonal Jamie Vardy. Éra trenéra José Mourinha tak započala trofejí. Dne 23. října (9. ligové kolo) neodvrátil nejvyšší prohru Manchesteru United v Premier League od roku 2011, když na stadionu Chelsea celkem čtyřikrát kapituloval. Proti West Ham United na začátku ledna odchytal 250. zápas za United.
V dubnu se jeho jméno objevilo v Týmu roku v Premier League podle PFA, kam byl de Gea obsazen jako jediný fotbalista United.

#### Další sezóny
Proti Southamptonu v polovině července 2020 dosáhl na 400 startů ve dresu Manchesteru United. Po konci sezóny 2019/20 Premier League byl de Gea jedním z hráčů, kteří na hřišti nechyběli ani minutu napříč všemi 38 zápasy. V závěrečném 38. kole na konci července 2020 vychytal proti Leicesteru čisté konto a pomohl výhrou 2:0 ke třetímu místu v konečné tabulce Premier League a kvalifikaci do Ligy mistrů pro další sezónu. Pro de Geu to bylo čisté konto číslo 113 v anglické lize. Překonal tak dřívějšího brankáře United Petera Schmeichela.
Dne 4. února 2022 poprvé obdržel cenu pro hráče měsíce ledna Premier League a navázal na Frasera Forstera z února 2017, posledního oceněného brankáře. Dne 8. července 2023 Manchester United oznámil, že de Gea po 12 letech klub opustí.

### AFC Fiorentina
12. srpna 2024 De Gea s italským klubem ACF Fiorentina podepsal roční smlouvu s možností prodloužení o další rok.

## Reprezentační kariéra

### Mládežnické reprezentace
V květnu 2007 se s reprezentací do 17 let zúčastnil Mistrovství Evropy U17 v Belgii, kde ve finále španělští mladíci porazili Anglii 1:0.
Byl také kapitánem mládežnické reprezentace Španělska U21. Byl nominován na Mistrovství Evropy hráčů do 21 let 2013 konané v Izraeli, kde mladí Španělé porazili ve finále vrstevníky z Itálie 4:2 a slavili zisk čtvrtého titulu v této věkové kategorii. Chytal i na předchozím šampionátu 2011 v Dánsku, i zde Španělsko získalo titul.
V létě 2012 byl napsán na soupisku pro Letní olympijské hry 2012 (hráči do 23 let) v Londýně. Španělsko, které mělo na soupisce i hráče z A-mužstva, zde bylo po vítězství na EURU 2012 největším favoritem, ale po dvou prohrách 0:1 (s Japonskem a Hondurasem) a jedné remíze s Marokem (0:0), vypadlo překvapivě již v základní skupině. D. David de Gea odchytal všechna tři utkání svého týmu.

### A-mužstvo
V A-mužstvu Španělska přezdívaném La Furia Roja debutoval 8. června 2014 v přípravném zápase na MS 2014 hraném ve Spojených státech proti týmu El Salvadoru (výhra 2:0). Trenér Vicente del Bosque jej vzal na Mistrovství světa 2014 v Brazílii, kde Španělé jakožto obhájci titulu vypadli po dvou porážkách a jedné výhře již v základní skupině B. Na turnaji byl náhradníkem, nenastoupil do žádného zápasu. Vicente del Bosque jej nominoval i na EURO 2016 ve Francii, kde byli Španělé vyřazeni v osmifinále Itálií po porážce 0:2. Na šampionátu byl brankářskou jedničkou a odchytal všechny čtyři zápasy svého mužstva. De Gea byl trenérem Julenem Lopeteguim nominován na Mistrovství světa 2018, kde měl mít svěřenou roli brankářské jedničky.
Dočkal se nominace pro Mistrovství Evropy 2020, konané kvůli pandemii covidu-19 v roce 2021. Trenér Luis Enrique zveřejnil nominaci 24. května 2021 a zahrnul do ni také brankáře Unaie Simóna a Roberta Sáncheze. Turnajovou jedničkou se nakonec stal Unai Simón, který nastoupil do úvodního utkání skupiny se Švédskem.
Na Mistrovství světa 2022 si nezachytal, jelikož trenér Luis Enrique opět vložil důvěru v Unaie Simóna, jehož doplnila dvojice David Raya a Robert Sánchez.

### Statistiky
Klubové
| Klub              | Sezona         | Liga   | Liga | Pohár  | Pohár | Ligový pohár | Ligový pohár | Evropa | Evropa | Ostatní | Ostatní | Celkem | Celkem |
| Klub              | Sezona         | Zápasy | Góly | Zápasy | Góly  | Zápasy       | Góly         | Zápasy | Góly   | Zápasy  | Góly    | Zápasy | Góly   |
| ----------------- | -------------- | ------ | ---- | ------ | ----- | ------------ | ------------ | ------ | ------ | ------- | ------- | ------ | ------ |
| Atlético Madrid B | 2008/09        | 35     | 0    | —      | —     | —            | —            | —      | —      | —       | —       | 35     | 0      |
| Atlético Madrid   | 2009/10        | 19     | 0    | 7      | 0     | –            | –            | 9      | 0      | –       | –       | 35     | 0      |
| Atlético Madrid   | 2010/11        | 38     | 0    | 5      | 0     | –            | –            | 5      | 0      | 1       | 0       | 49     | 0      |
| Atlético Madrid   | Celkem         | 57     | 0    | 12     | 0     | –            | –            | 14     | 0      | 1       | 0       | 84     | 0      |
| Manchester United | 2011/12        | 29     | 0    | 1      | 0     | 0            | 0            | 8      | 0      | 1       | 0       | 39     | 0      |
| Manchester United | 2012/13        | 28     | 0    | 5      | 0     | 1            | 0            | 7      | 0      | —       | —       | 41     | 0      |
| Manchester United | 2013/14        | 37     | 0    | 0      | 0     | 4            | 0            | 10     | 0      | 1       | 0       | 52     | 0      |
| Manchester United | 2014/15        | 37     | 0    | 5      | 0     | 1            | 0            | —      | —      | —       | —       | 43     | 0      |
| Manchester United | Celkem         | 131    | 0    | 11     | 0     | 6            | 0            | 25     | 0      | 2       | 0       | 175    | 0      |
| Kariéra celkem    | Kariéra celkem | 188    | 0    | 23     | 0     | 6            | 0            | 40     | 0      | 2       | 0       | 259    | 0      |

Statistika ke dni 17. května 2015

## Úspěchy

### Klubové
Atlético Madrid
- Evropská liga UEFA (1): 2009/10
- Superpohár UEFA (1): 2010

Manchester United
- Community Shield (1): 2011
- Premier League (1): 2012/13

### Reprezentační
Španělsko U17
- 1× vítěz Mistrovství Evropy U17: 2007

Španělsko U21
- 2× vítěz Mistrovství Evropy U21: 2011, 2013[51]

### Individuální
- Mistrovství Evropy U21 2011 – zařazen do týmu turnaje (Team of the Tournament)
- Tým roku Premier League podle PFA – 2012/13,[19] 2014/15,[23] 2015/16,[52] 2016/17,[53] 2017/18[54]
- Hráč měsíce Premier League – leden 2022[36]